# Александра Кэбот
Алекса́ндра Кэ́бот (англ. Alexandra Cabot) — персонаж американского телесериала «Закон и порядок: Специальный корпус», а также спин-оффа «Убеждение» в исполнении актрисы Стефани Марч.

## Биография
Кэбот впервые появилась в сериале в финале первого сезона, в эпизоде «Wrong Is Right», и впоследствии стала постоянным героем вплоть до конца четвёртого сезона и своего первого ухода из Специального корпуса. Время, пока Алекс работала со Спецкорпусом, характеризуется большим процентом выигранных дел в суде. Одной из её фишек было умение оказывать давление на определённых судей, и на своего дядю, также являющимся судьей.
Александра Кэбот не боится идти против правил, в частности в эпизоде «Guilt», чтобы посадить серийного насильника, она лжет детективам, что у неё есть ордер на обыск, и оказывает давление на одну из жертв, чтобы он выступил с показаниями против обвиняемого.

## Отношения
Некоторое время Кэбот встречалась с обвинителем из Нью-Джерси и адвокатом защиты Тревором Ленганом.
Несмотря на то что в сериале никогда не было в подробностях показано, исполнительный продюсер Нил Баэр заявил, что Александрой Кэбот и детективом Оливией Бенсон существовала определённая сексуальная связь.

## Интересные факты
Пока Алекс участвовала в Программе по защите свидетелей, её мать умерла, и Алекс даже не смогла присутствовать на её похоронах.